# Ein Bayer auf Rügen
Ein Bayer auf Rügen war eine deutsche Fernsehserie, die von 1992 bis 1996 im Auftrag von Sat.1 von der Novafilm Fernsehproduktion GmbH produziert wurde.
Die Serie wurde mit Preisen ausgezeichnet, u. a. mit dem Kulturpreis Das goldene Kabel und der Goldenen Romy.

## Handlung
Der Polizist Valentin Gruber (Motto: „Ist der Berg auch noch so steil, a bisserl was geht allerweil“) wird von Miesbach in Bayern auf die Insel Rügen versetzt. Er lässt seine Freundin Heidi und seinen Großvater in seiner Heimat zurück. Nun muss er in seiner neuen Heimat Kriminalfälle lösen, dabei stehen ihm seine neuen Kollegen Hanna Gernrich und Konstantin Künath zur Seite. Im Verlauf der Serie lässt er sich jedoch aus  Heimweh wieder nach Bayern zurückversetzen, bleibt seiner Insel jedoch als Tourist regelmäßig treu.

## Ausstrahlung
Die Fernsehserie Ein Bayer auf Rügen war von 1993 bis 1997 im Programm des Privatsenders Sat.1 zu sehen.
Nachdem zu Beginn des 21. Jahrhunderts mit Der Bergdoktor (ebenfalls von Sat.1 produziert und später vom ZDF ausgestrahlt) sowie Ein Schloss am Wörthersee (von RTLplus produziert und später in einigen ARD-Programmen ausgestrahlt) bereits zwei Serien deutscher Privatsender im öffentlich-rechtlichen Fernsehen gezeigt wurden, war von April bis September 2003 auch Ein Bayer auf Rügen im Ersten zu sehen.
In den Jahren 2004 bis 2006 wurde die Serie außerdem auf einigen Dritten Programmen wiederholt, z. B. von März bis August 2004 im BR. Auch im Programm des Spartensenders Heimatkanal sowie kurzzeitig bei Sat.1 im Frühprogramm am Wochenende und bei Sat.1 Gold war die Serie in den Folgejahren nochmals zu sehen.
Aktuell wird die Serie von Joyn angeboten.

## Medien
Am 9. November 1995 erschien eine VHS-Videokassette mit dem Titel Ein Bayer auf Rügen: Auf und davon. Daneben erschienen noch zwei Musik-CDs und das Buch zur Serie Ein Bayer auf Rügen von Felix Huby und Bernd Storz.
Seit dem 8. Oktober 2010 sind sämtliche Episoden auf DVD erhältlich. DVD-Box 1 enthält die Staffeln 1–3, Box 2 die Staffeln 4 und 5 und Box 3 Staffel 6 der Serie. Alle DVD-Kollektionen sind bei Universal Pictures erschienen.

## Episodenliste

### Staffel 1
| Nummer (gesamt) | Nummer (Staffel) | Originaltitel (deutsch) | Erstausstrahlung (Deutschland) |
| --------------- | ---------------- | ----------------------- | ------------------------------ |
|                 | Pilot            | Auf und davon           | 27. Januar 1993                |
| 1               | 1                | Allein gegen alle       | 1. Februar 1993                |
| 2               | 2                | Herrliche Berge         | 8. Februar 1993                |
| 3               | 3                | Oh Madonna              | 15. Februar 1993               |
| 4               | 4                | Lauter Überraschungen   | 22. Februar 1993               |

### Staffel 2
| Nummer (gesamt) | Nummer (Staffel) | Originaltitel (deutsch)           | Erstausstrahlung (Deutschland) |
| --------------- | ---------------- | --------------------------------- | ------------------------------ |
| 5               | 1                | Eine Frau fürs Leben              | 23. August 1993                |
| 6               | 2                | Ausgetrickst                      | 30. August 1993                |
| 7               | 3                | Das Jüngste Gericht               | 6. September 1993              |
| 8               | 4                | Treulich geführt                  | 13. September 1993             |
| 9               | 5                | Wer die Wahl hat...               | 20. September 1993             |
| 10              | 6                | Die glorreichen Vier              | 27. September 1993             |
| 11              | 7                | Der Krug geht so lange zum Wasser | 4. Oktober 1993                |
| 12              | 8                | Wer zuletzt lacht                 | 11. Oktober 1993               |
| 13              | 9                | Die Bayern kommen                 | 18. Oktober 1993               |

### Staffel 3
| Nummer (gesamt) | Nummer (Staffel) | Originaltitel (deutsch)          | Erstausstrahlung (Deutschland) |
| --------------- | ---------------- | -------------------------------- | ------------------------------ |
| 14              | 1                | Durst wird durch Bier erst schön | 14. März 1994                  |
| 15              | 2                | Musik liegt in der Luft          | 21. März 1994                  |
| 16              | 3                | Manche Rosen blühen spät im Jahr | 28. März 1994                  |
| 17              | 4                | Gefährliches Spiel               | 11. April 1994                 |
| 18              | 5                | Valentin schlägt zurück          | 18. April 1994                 |
| 19              | 6                | Aiblingers Erbe                  | 25. April 1994                 |
| 20              | 7                | Der Kommandant                   | 2. Mai 1994                    |
| 21              | 8                | Sag die Wahrheit                 | 9. Mai 1994                    |
| 22              | 9                | Gemeinsamkeit macht stark        | 16. Mai 1994                   |
| 23              | 10               | Der Bilderdieb                   | 30. Mai 1994                   |

### Staffel 4
| Nummer (gesamt) | Nummer (Staffel) | Originaltitel (deutsch)     | Erstausstrahlung (Deutschland) |
| --------------- | ---------------- | --------------------------- | ------------------------------ |
| 24              | 1                | Zwei gegen die Mafia        | 23. Januar 1995                |
| 25              | 2                | Ein übermächtiger Gegner    | 30. Januar 1995                |
| 26              | 3                | Unter falschem Verdacht     | 6. Februar 1995                |
| 27              | 4                | Blinde Rache                | 13. Februar 1995               |
| 28              | 5                | Die ungleichen Brüder       | 20. Februar 1995               |
| 29              | 6                | Aschenputtel                | 27. Februar 1995               |
| 30              | 7                | Die glorreichen Sieben      | 6. März 1995                   |
| 31              | 8                | Schiffe versenken           | 13. März 1995                  |
| 32              | 9                | Hunde die beißen            | 20. März 1995                  |
| 33              | 10               | Der Berg ruft               | 27. März 1995                  |
| 34              | 11               | A bisserl was geht allaweil | 3. April 1995                  |
| 35              | 12               | Lawinengefahr               | 10. April 1995                 |
| 36              | 13               | Die Heimkehr                | 17. April 1995                 |
| 37              | 14               | Die Drücker                 | 24. April 1995                 |
| 38              | 15               | Der lange Weg               | 1. Mai 1995                    |
| 39              | 16               | Mit roher Gewalt            | 18. Oktober 1995               |

### Staffel 5
| Nummer (gesamt) | Nummer (Staffel) | Originaltitel (deutsch)          | Erstausstrahlung (Deutschland) |
| --------------- | ---------------- | -------------------------------- | ------------------------------ |
| 40              | 1                | Kidnapper                        | 7. August 1996                 |
| 41              | 2                | Schöner fremder Mann             | 14. August 1996                |
| 42              | 3                | Alarm auf der Insel              | 21. August 1996                |
| 43              | 4                | So ein Zirkus                    | 28. August 1996                |
| 44              | 5                | Rendezvous mit der Vergangenheit | 4. September 1996              |
| 45              | 6                | Maisingers Schatz                | 11. September 1996             |
| 46              | 7                | Der Doppelgänger                 | 18. September 1996             |
| 47              | 8                | Wildwasser                       | 25. September 1996             |
| 48              | 9                | Sind gewalttätig und bewaffnet   | 2. Oktober 1996                |
| 49              | 10               | Vetternwirtschaft                | 9. Oktober 1996                |
| 50              | 11               | Unter weißen Segeln              | 16. Oktober 1996               |
| 51              | 12               | Die Liebe geht seltsame Wege     | 23. Oktober 1996               |

### Staffel 6
| Nummer (gesamt) | Nummer (Staffel) | Originaltitel (deutsch)    | Erstausstrahlung (Deutschland) |
| --------------- | ---------------- | -------------------------- | ------------------------------ |
| 52              | 1                | Falsche Freunde            | 30. Oktober 1996               |
| 53              | 2                | Frei wie ein Vogel         | 5. November 1996               |
| 54              | 3                | Wiedersehen macht Freude   | 13. November 1996              |
| 55              | 4                | Väter und Söhne            | 20. November 1996              |
| 56              | 5                | Der werfe den ersten Stein | 27. November 1996              |
| 57              | 6                | Blütenträume               | 4. Dezember 1996               |
| 58              | 7                | Fehlschuß                  | 11. Dezember 1996              |
| 59              | 8                | Ritter Valentin            | 18. Dezember 1996              |
| 60              | 9                | Mit gezinkten Karten       | 8. Januar 1997                 |
| 61              | 10               | Das Findelkind             | 15. Januar 1997                |
| 62              | 11               | Das Schweigen der Zeugen   | 22. Januar 1997                |
| 63              | 12               | Tod eines Wachmanns        | 29. Januar 1997                |
| 64              | 13               | In den falschen Händen     | 5. Februar 1997                |
| 65              | 14               | Das falsche Spiel          | 12. Februar 1997               |
| 66              | 15               | Das Gerücht                | 19. Februar 1997               |

### Staffel 7
| Nummer (gesamt) | Nummer (Staffel) | Originaltitel (deutsch)           | Erstausstrahlung (Deutschland) |
| --------------- | ---------------- | --------------------------------- | ------------------------------ |
| 67              | 1                | Besuch aus Brasilien              | 26. Februar 1997               |
| 68              | 2                | In den Tiefen der See             | 5. März 1997                   |
| 69              | 3                | Die PS-Kids                       | 19. März 1997                  |
| 70              | 4                | Mit harten Bandagen               | 26. März 1997                  |
| 71              | 5                | Der Trick                         | 2. April 1997                  |
| 72              | 6                | Spätes Glück                      | 9. April 1997                  |
| 73              | 7                | Martha Martha                     | 9. April 1997                  |
| 74              | 8                | Kamikaze                          | 23. April 1997                 |
| 75              | 9                | Kirchenasyl                       | 30. April 1997                 |
| 76              | 10               | Wer hat Angst vorm schwarzen Mann | 7. Mai 1997                    |
| 77              | 11               | Der Nachfolger                    | 14. Mai 1997                   |
| 78              | 12               | Bei Nacht und Nebel               | 21. Mai 1997                   |
| 79              | 13               | Hochzeit mit Hindernissen         | 28. Mai 1997                   |

## Trivia
- Die Serie gehört zu den wenigen Produktionen eines Privatsenders, die auch im öffentlich-rechtlichen Fernsehen ausgestrahlt wurden (ARD 2003, später auch Dritte Programme).
- Der Abgeordnete, spätere Staatssekretär Dr. Egmond Meisinger (Michael Lerchenberg), hat nicht nur durch sein Aussehen und dem ähnlich klingenden Vornamen Ähnlichkeit mit dem damaligen bayerischen Ministerpräsidenten Edmund Stoiber. In der Folge „Allein gegen alle“ zeigt der Redakteur Ziegler auf die Frage Meisingers, welches Bild sie von ihm abdrucken würden, eine Autogrammkarte Stoibers. Lange Jahre spielte Michael Lerchenberg zudem bei der Starkbierprobe auf dem Münchner Nockherberg Edmund Stoiber.
- Als Kulisse des „Aiblinger Hofes“ diente der 1980 neu erbaute Oberleitenhof in Schliersee. Die Geschichte des Hofes geht aber auf das Jahr 1552 zurück.[4]
- Die Gaststätte Middelhagen, ein ca. 1451 als Dorfkrug erbautes Gasthaus, diente bis zur Folge „das Findelkind“ als Kulisse für Wiebke Gernrichs „Störtebeker“.
- Die Serie wurde infolge von Quotenverlusten eingestellt. In einem Interview mit dem Focus gibt Wolfgang Fierek an, dass der damalige SAT.1-Geschäftsführer Fred Kogel durch einen Wechsel des Sendeplatzes den Rückgang der Zuschauerzahlen bedingt hätte. Zugleich war Fierek aber froh, dass er sich nach der auserzählten Geschichte mit der ZDF-Serie Tierarzt Dr. Engel weiterentwickeln konnte.[5]
- Die der Serie zugrundeliegende Idee, einen Landespolizisten bundeslandübergreifend zu versetzen, ist in Wirklichkeit nicht möglich. Hier wurde ein Beamter der Bayerischen Landespolizei zur Landespolizei Mecklenburg-Vorpommern versetzt. Derlei Versetzungen erfolgen nur innerhalb des gleichen Bundeslandes, der Dienstherr bleibt der gleiche. Die Versetzung des Serien-Protagonisten entspricht somit einem Arbeitgeber-Wechsel, die von seiner Initiative ausgehen muss. Bei Angehörigen der Bundespolizei (und auch anderer Bundesbehörden) ist dies jedoch durchaus möglich und entspricht auch der Praxis.